# Antonio Argerich

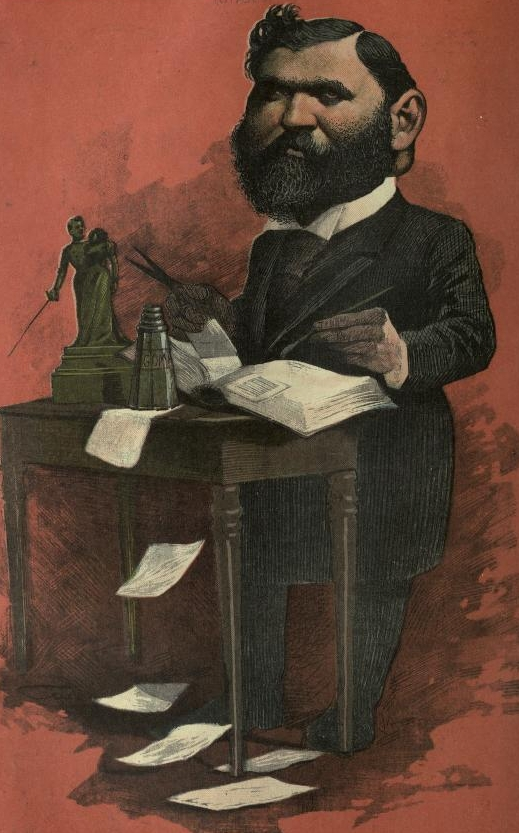
Caricatura de Juan Antonio Argerich (Caras y Caretas, 1900)

Juan Antonio Argerich (Buenos Aires, 1855- Buenos Aires, 1940) fue un escritor argentino.
Nacido en una familia de médicos de la clase alta de Buenos Aires, es sobre todo conocido por su novela ¿Inocentes o culpables? (1885), donde se opone abiertamente a la inmigración europea a la Argentina (particularmente la proveniente de Italia). La novela recibió fuertes críticas, como la publicada por el escritor Martín García Mérou.

## Obras
- ¿Inocentes o culpables?